# Сулгаччи
Сулгаччи (рос. Сулгаччы) — село Амгинського улусу, Республіки Саха Росії. Входить до складу Сулгаччинського наслегу.
Населення — 444 особи (2015 рік).